# Феденёв, Родион Константинович
Родион Константинович Феденёв (1939—2007) — советский и украинский писатель и драматург.
По его пьесам осуществлено около двадцати постановок в театрах России и Украины.

## Биография
Родился 28 августа 1939 года.
Им написано более трёхсот статей на темы экологии, истории, театра и культуры; много литературных эссе. Феденёв — автор романов «Де Рибас» (посвящён жизни и судьбе одного из основателей Одессы), « Одесский герцог» (о герцоге де Ришельё) и книги «Первые градоначальники Одессы».
Печатался в наиболее читаемых одесских изданиях, среди которых журнал «Пассаж», где выходили исторические очерки. Статьи, рецензии, отклики — в газете «Вечерняя Одесса».
Феденёв — выпускник Высших сценарных курсов в Москве.
Лауреат символической Международной Дерибасовской премии Европейского интерклуба Дом Дерибаса.
Умер 21 декабря 2007 года.